# 맨디 라이스데이비스
맨디 라이스데이비스(Mandy Rice-Davies)로 더 잘 알려진 마릴린 포먼(Marilyn Foreman, 1944년 10월 21일 – 2014년 12월 18일)은 웨일스의 모델이자 쇼걸이었다. 크리스틴 킬러와의 관계와 1963년 영국 총리 해럴드 맥밀런의 보수당 정부를 불명예스럽게 만든 프로푸모 사건에서의 역할로 가장 잘 알려져 있다.

## 같이 보기
- 프러퓨모 사건
- 음 그는 그랬을 거예요, 그렇지 않나요?
- 윌리엄 애스터, 3대 애스터 자작